# Селт, Йенсон
Йенсон Селт (нидерл. Jenson Seelt; род. 23 мая 2003, Нидерланды) — нидерландский футболист, защитник клуба «Сандерленд».

## Клубная карьера
Селт — воспитанник столичного клубов НЕК и ПСВ. 11 декабря 2020 в матче против «ТОП Осс» Йенсон дебютировал в Эрстедивизи за дублёров последнего. 15 мая 2022 года в матче против «ПЕК Зволле» он дебютировал в Эредивизи.